# Wladimir Alexejewitsch Lepko
Wladimir Alexejewitsch Lepko (russisch Владимир Алексеевич Лепко; * 13.jul. / 25. Dezember 1898greg. in Gagra, Russisches Kaiserreich; † 19. Oktober 1963 in Moskau) war ein sowjetischer Theater- und Film-Schauspieler sowie Synchronsprecher, der durch seine Auftritte als Komiker Berühmtheit erlangte.

## Leben und Leistungen
Der aus Abchasien stammende Lepko besuchte von 1906 bis 1907 eine Realschule in Jekaterinoslawka und anschließend von 1908 bis 1912 das dortige Gymnasium. Bereits während seiner Schulzeit zeigte er Interesse an Literatur und Schauspiel. Von 1914 bis 1916 war er als Künstler und Dekorationsassistent in Samara und Wjatka tätig, diente anschließend in der Zaristischen Armee und nach der Oktoberrevolution in der Roten Armee bei Krasnoje Selo. Während seiner Militärzeit unterhielt er Verwundete im Lazarett. 1920 wurde Lepko demobilisiert und organisierte anschließend ein Jugendtheater in Jelez. Von 1921 bis 1922 leitete er das Theater der Eisenbahner in Woronesch und war danach kurzzeitig wieder als Künstler und Dekorateur tätig. 1923 wechselte Lepko zum Theater Кривое зеркало (Kriwoje serkalo, dt.: Krummer Spiegel) nach Petrograd, wo er fünf Jahre als Darsteller, u. a. als Pantomime, sowie als Regisseur und Dekorateur wirkte. Zum Repertoire des Hauses gehörten Stücke von Shakespeare, Molière, Goldoni, Gogol und Ostrowski, aber auch moderne Werke. Von 1929 bis 1935 war Lepko bei den Music Halls von Leningrad und Moskau beschäftigt, bei Letzterer intonierte er 1931 erstmals das Stück Лекция о вреде пьянства (Lekzija o wrede pjanstwa), das über Jahre zu seinem Standardrepertoire gehören sollte. Seine Leistungen brachten ihm sogar die Bewunderung des Dramaturgen und Regisseurs Wladimir Iwanowitsch Nemirowitsch-Dantschenko ein.
1936 ging Lepko zum Moskauer Satire Theater, das bis zu seinem Tod seine Wirkungsstätte blieb. Das Theatergebäude beinhaltete damals mehrere Wohnräume, von denen Lepko bereits vor seinem Wechsel eines nutzte. An dieser Stelle befindet sich heute ein nach ihm benannter Veranstaltungsraum. Lepko galt bald als Publikumsmagnet und einer der besten Komiker seiner Zeit. Zu seinen bekanntesten Rollen zählten der Pantalone in Der Diener zweier Herren und der Pope in Mysterium buffo (1957).
Ab 1926 war Lepko auch als Filmdarsteller tätig, sein Debüt gab er in der Gogol-Verfilmung Der Mantel. Er trat bis zu seinem Tod vor der Kamera in Erscheinung, vornehmlich in Komödien, aber auch in dem Kriminalfilm Der Fall Rumjanzew (1956). Des Weiteren war er in Alexander Rous Regiedebüt Der Zauberfisch (1938) als Koch und in zwei Folgen der Kindersendung Фитиль (Fitil, 1962–1963) zu sehen. Beginnend mit der Mosfilm-Produktion Завещание (Saweschtschanije, 1937) nahm Lepko auch fünfzehn Engagements als Synchronsprecher für Animationsfilme wahr.
Er starb rund zwei Monate vor seinem 65. Geburtstag und wurde auf dem Nowodewitschi-Friedhof, Abteilung 8, Reihe 34, beigesetzt. Seinen Platz als Publikumsliebling am Satire Theater nahm der mehr als 40 Jahre jüngere Andrei Mironow ein.

## Ehrungen
Lepko war Träger der Medaille „Für die Verteidigung Moskaus“ (1944) und wurde mit den Titeln Verdienter Künstler des RSFSR (1947) und Volkskünstler der RSFSR (1954) gewürdigt.
1962 erhielt er in Paris im Rahmen des Internationalen Theaterfestivals den Preis als Bester Schauspieler für seine Rollen in Die Wanze und Der Zankapfel, was ihm auch Erwähnungen in der internationalen Presse einbrachte.

## Privates
Aus seiner Beziehung mit der Tänzerin Antonina Krupenina ging die gemeinsame Tochter Wiktorija Wladimirowna Lepko (* 20. Juli 1941) hervor, die ebenfalls Schauspielerin ist.

## Filmografie (Auswahl)
- 1926: Der Mantel (Schinel)
- 1934: Aufstand der Fischer (Wosstanije rybakow)
- 1938: Der Zauberfisch (Po schtschutschemu welenju)
- 1947: Es begann im blauen Expreß (Pojesd idjot na wostok)
- 1950: Kubankosaken (Kubanskije kasaki)
- 1956: Der Fall Rumjanzew (Delo Rumjanzewa)
- 1961: Vorsicht, Oma! (Ostoroschno, babuschka!)